# Carglumaatzuur
Carglumaatzuur (verkocht onder de naam Carbaglu) is een weesgeneesmiddel dat werkzaam is tegen N-acetylglutamaatsynthetase-deficiëntie en wordt op de markt gebracht door Orphan Europe. De Europese goedkeuring dateert van 18 januari 2003.
Carglumaatzuur zorgt ervoor dat de hoge ammoniakhoeveelheid in het bloed (hyperammoniëmie) beperkt wordt doordat deze verbinding het enzym activeert dat ammoniak afbreekt. Het middel is door de Amerikaanse FDA pas goedgekeurd voor behandeling van hyperammonaemie op 18 maart 2010.
De benodigde dagelijkse dosis ligt tussen 100 en 250 mg/kg en wordt aangepast om de plasmaconcentratie van ammoniak te optimaliseren. 

## Rechtszaak in Nederland
Op 3 augustus 2012 kwam het middel in het Nederlandse nieuws vanwege de hoge kosten in vergelijking met de magistrale bereiding door een lokale apotheker die het middel maakte tegen 2% van de kosten van het geregistreerde product. De Haagse Transvaal apotheek van de apothekers Paul Lebbink en Arwin Ramcharan, won op 20 september 2007 reeds het kort geding van de handelsfirma, en mocht het middel zelf blijven vervaardigen. Wegens onvoldoende steun van de plaatselijke zorgverzekeraar Delta Lloyd, is de apotheek er uiteindelijk mee gestopt.